# Kłady
Kłady – wieś w Polsce położona w województwie łódzkim, w powiecie zduńskowolskim, w gminie Zduńska Wola. Składają się na nią Kłady Dworskie i Stare Kłady.
W latach 1975–1998 miejscowość należała administracyjnie do województwa sieradzkiego.

## Historia
Wieś została wzmiankowana w metrykach kościelnych parafii Borszewice już w 1591 roku. W 1827 roku Kłady stanowiły wieś prywatną z 13 domami, zamieszkaną przez 103 mieszkańców.
 Mapa Topograficzna Królestwa Polskiego z pierwszej połowy XIX w. ukazuje znajdujące się we wsi zabudowania folwarczne.